# Stephen Tsang (politicus)
Stephen Tsang Kam Wing Tsang, is een Surinaams politicus. Van 2018 tot 2020 was hij minister van Handel, Industrie en Toerisme. Van 2020 tot 2025 was hij lid van de Nationale Assemblee namens de NDP en aansluitend minister van Openbare Werken en Ruimtelijke Ordening.

## Biografie
Tsang werd geboren in Paramaribo als een van de twee kinderen van Chinese immigranten uit de provincie Guangdong. Hij spreekt Nederlands, Sranantongo, Engels, Spaans en nog drie Chinese dialecten. Hij ging naar Nederland voor studie en studeerde in 1999 af in luchtvaarttechnologie aan de Technische Universiteit Delft. Hij specialiseerde zich in vezelversterkte materialen. Sindsdien werkte hij de eerste jaren in Nederland als softwaretechnicus, architect en adviseur.
In 2005 keerde hij terug naar Suriname waar hij zich met zijn vrouw herenigde. Later scheiden ze van elkaar. Hij heeft drie kinderen. In Suriname werkte hij als manager in het familiebedrijf en zette hij zich in voor verschillende Chinese verenigingen, waaronder als bestuurslid van Fa Tjauw Song Foei, de Kie Kiem Foei en het overkoepelende Suriname Chinese United Association. Daarnaast zat hij in het bestuur van de Kamer van Koophandel en Fabrieken en van het Polytechnic College.
In november 2013 werd hij door Bouterse onderscheiden tot Commandeur in de Surinaamse Ere-Orde van de Palm. Voor de NDP werd hij in mei 2015 lid van De Nationale Assemblée voor de kieskring Paramaribo. Tijdens een van de reshuffles van president Bouterse trad hij op 4 april 2018 toe tot zijn kabinet als minister van Handel, Industrie en Toerisme. Hij bleef aan tot 2020.
Tijdens de verkiezingen van 2025 werd hij herkozen, hij stond op nummer 8 van de lijst van de NDP. Op 28 juli 2025 werd hij beëdigd als minister van Openbare Werken en Ruimtelijke Ordening in het kabinet-Simons.